# Rue Coustou (Paris)
Pour les articles homonymes, voir Rue Coustou.
La rue Coustou est une voie située dans le quartier des Grandes-Carrières du 18e arrondissement de Paris, en France.

## Origine du nom
Elle porte le nom du sculpteur Guillaume Coustou (1678-1746), comme de nombreuses voies dans ce secteur du quartier dédiées à ces artistes.

## Historique
Ancienne voie de la commune de Montmartre alors dénommée « rue Florentine », la rue est classée dans la voirie parisienne par un décret du 23 mai 1863 et prend le nom de « rue Coustou » par un décret du 23 août 1864.

## Bâtiments remarquables et lieux de mémoire
- Patrick Modiano fait de longues mentions de la rue à trois reprises dans son œuvre. Dans Remise de peine (1988), il évoque ses débuts d'écrivain à vingt ans dans le petit appartement qu'il occupait à l'angle de la rue Coustou et de la rue Puget[3] ; dans son roman La Petite Bijou (2001), il situe le lieu de résidence de l'héroïne principale (et son lieu de naissance) au no 11 de la rue — dont il fait de nombreuses descriptions — dans un hôtel existant dans les années 1960[4] ; dans Pour que tu ne te perdes pas dans le quartier (2014), il revient à de nombreuses reprises sur ce même appartement du no 11 de la rue où le narrateur dit avoir écrit son premier roman et où l'une des héroïnes récurrentes de son œuvre a elle-même vécu quelques années auparavant[5]. Ces trois lieux font référence à la chambre qu'il dit avoir occupé vers 1965 pour l'écriture de son premier roman[3].
- C'est dans cette rue aussi, ainsi que le raconte l'écrivain Henri Barbusse dans sa biographie consacrée à Emile Zola (6), que se réunissaient dans l'arrière boutique d'un traiteur au coin de la rue baptisé L'Assommoir en l'honneur du "maître", les jeunes écrivains naturalistes ou prétendant naturalistes, Léon Hennique, Henry Céard, Octave Mireau, Guy de Valmont, Paul Alexis et Huysmans, lequel aurait dit (on ne sait si c'est lui ou l'un des autres mais dans l'esprit cela lui ressemble) qu'on y mangeait une viande "dure comme le milieu littéraire" où ils entraient, "des lentilles qui semblaient avoir été tuées par de l'insecticide" et des pruneaux baignant dans un jus "aquatique et tombal". À la suite d'une histoire de rognons très pimentés, plus avariés que pimentés en réalité, on quitta cette gargotte pour s'en aller établir chez Joseph, rue Condorcet, le nouveau QG.